# (5682) Бересфорд
(5682) Бересфорд (лат. Beresford) — астероид, относящийся к группе астероидов пересекающих орбиту Марса. Он был открыт 9 октября 1990 года американским астрономом Робертом Макнотом в обсерватории Сайдинг-Спринг и назван в честь австралийского астронома Энтони Чарльза Бересфорда (англ. Anthony Charles Beresford).